# U-607
Unterseeboot 607 foi um submarino alemão do Tipo VIIC, pertencente a Kriegsmarine que atuou durante a Segunda Guerra Mundial.
O U-607 esteve em operação entre os anos de 1942 e 1943, realizando neste período 5 patrulhas de guerra, nas quais afundou 4 navios aliados e danificou outros dois, num total de 44138 toneladas de arqueação.
Foi afundado por cargas de profundidade lançadas por uma aeronave britânica Sunderland (Sqdn. 228/N)  às 8:00h do dia 13 de julho de 1943, deixando 45 tripulantes mortos e 7 sobreviveram.

## Comandantes
| Comandante             | Data                                        |
| ---------------------- | ------------------------------------------- |
| Kptlt. Ernst Mengersen | 29 de janeiro de 1942 - 18 de abril de 1943 |
| Oblt. Wolf Jeschonnek  | 18 de abril de 1943 - 13 de julho de 1943   |

## Subordinação
Durante o seu tempo de serviço, esteve subordinado às seguintes flotilhas:
| Período                                     | Flotilha                                  |
| ------------------------------------------- | ----------------------------------------- |
| 29 de janeiro de 1942 - 31 de julho de 1942 | 5. Unterseebootsflottille (treinamento)   |
| 1 de agosto de 1942 - 13 de julho de 1943   | 7. Unterseebootsflottille (serviço ativo) |

## Operações conjuntas de ataque
O U-607 participou das seguinte operações de ataque combinado durante a sua carreira:
- Rudeltaktik Wolf (25 de julho de 1942 - 30 de julho de 1942)
- Rudeltaktik Pirat (30 de julho de 1942 - 3 de agosto de 1942)
- Rudeltaktik Steinbrinck (3 de agosto de 1942 - 10 de agosto de 1942)
- Rudeltaktik Pfeil (12 de setembro de 1942 - 22 de setembro de 1942)
- Rudeltaktik Blitz (22 de setembro de 1942 - 26 de setembro de 1942)
- Rudeltaktik Tiger (26 de setembro de 1942 - 30 de setembro de 1942)
- Rudeltaktik Wotan (5 de outubro de 1942 - 16 de outubro de 1942)
- Rudeltaktik Falke (8 de janeiro de 1943 - 19 de janeiro de 1943)
- Rudeltaktik Haudegen (19 de janeiro de 1943 - 15 de fevereiro de 1943)
- Rudeltaktik Drossel (29 de abril de 1943 - 15 de maio de 1943)
- Rudeltaktik Oder (17 de maio de 1943 - 19 de maio de 1943)
- Rudeltaktik Mosel (19 de maio de 1943 - 23 de maio de 1943)

## Coordenadas
1. ↑  em posição 45° 02' N 9° 14' O